# Atak na Stołpce
Atak na Stołpce (ros. Нападение на Столбцы) – sowiecki dywersyjny napad zbrojny dokonany w nocy z 3 na 4 sierpnia 1924 roku na polskie kresowe miasteczko Stołpce (obecnie na Białorusi) koło Mińska. Dywersanci rozbili powiatową komendę policji i więzienie, zniszczyli siedzibę starostwa i stację kolejową oraz zabili (w zależności o źródeł) siedmiu lub ośmiu policjantów oraz urzędnika starostwa.

## Historia
Powiatowe miasteczko Stołpce było położone ok. 15 km od ówczesnej granicy polsko-radzieckiej, w ówczesnym województwie nowogródzkim. Zamieszkane było przez prawie 3000 osób.
Atak stanowił apogeum sowieckiej dywersji zbrojnej we wschodniej części II Rzeczypospolitej, prowadzonej od zakończenia wojny polsko-bolszewickiej. Do napadu doszło w nocy z 3 na 4 sierpnia 1924 roku. Dokonał go oddział terrorystyczny pod dowództwem Stanisława Waupszasowa, oficera wojska bolszewickiego i kadrowego czekisty litewskiego pochodzenia. Dywersantów było ponad 50 (według innych źródeł ok. 150); do Polski przedostali się nielegalnie przez granicę polsko-radziecką. Następnie połączyli się z mniejszymi grupami. Byli podzieleni na cztery plutony wyposażone w karabiny ręczne i granaty. Każdy pluton dysponował również trzema karabinami maszynowymi. Przed atakiem z miasteczka wywabiono większość policjantów.
W wyniku ataku została zniszczona komenda Policji Państwowej, podpalony dworzec kolejowy i budynek starostwa oraz zdewastowane i ograbione wszystkie sklepy i magazyny handlowe. Głównym celem było jednak wtargnięcie do więzienia i oswobodzenie ok. 150 więźniów, a przede wszystkim przywódców Komunistycznej Partii Zachodniej Białorusi, Josifa K. Loginowicza i Stanisława Mertensa. Straty polskiej strony wyniosły 7 policjantów zabitych i 3 rannych. Podczas strzelaniny zginął też urzędnik starostwa. Za wycofującymi się w kierunku granicy dywersantami został wysłany pościg w postaci pododdziału ułanów, ale zostali oni powstrzymani ogniem karabinów maszynowych. Oddział rozproszyła Straż Graniczna, biorąc do niewoli 2 bojówkarzy. Podczas obławy schwytano jeszcze kilku innych dywersantów. Zeznali oni, że przeszli szkolenie dywersyjne w Mińsku prowadzone przez oficerów bolszewickich. Skutkiem napadu na Stołpce była decyzja władz polskich o utworzeniu Korpusu Ochrony Pogranicza.